# Mordacia lapicida
Espèce
Statut de conservation UICN

 DD  : Données insuffisantes
Mordacia lapicida est une espèce de lamproies de la famille des Petromyzontidae.

## Répartition
Cette espèce est endémique du Chili.